# Poecilopharis ruteri
Poecilopharis ruteri är en skalbaggsart som beskrevs av Allard 1995. Poecilopharis ruteri ingår i släktet Poecilopharis och familjen Cetoniidae. Inga underarter finns listade i Catalogue of Life.